# Immanuel Hermann Fichte

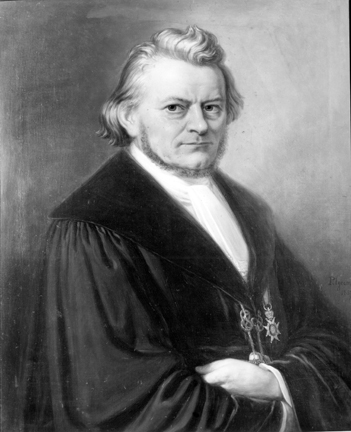
Immanuel Hermann Fichte in der Tübinger Professorengalerie

Immanuel Hermann Fichte, Fotografie

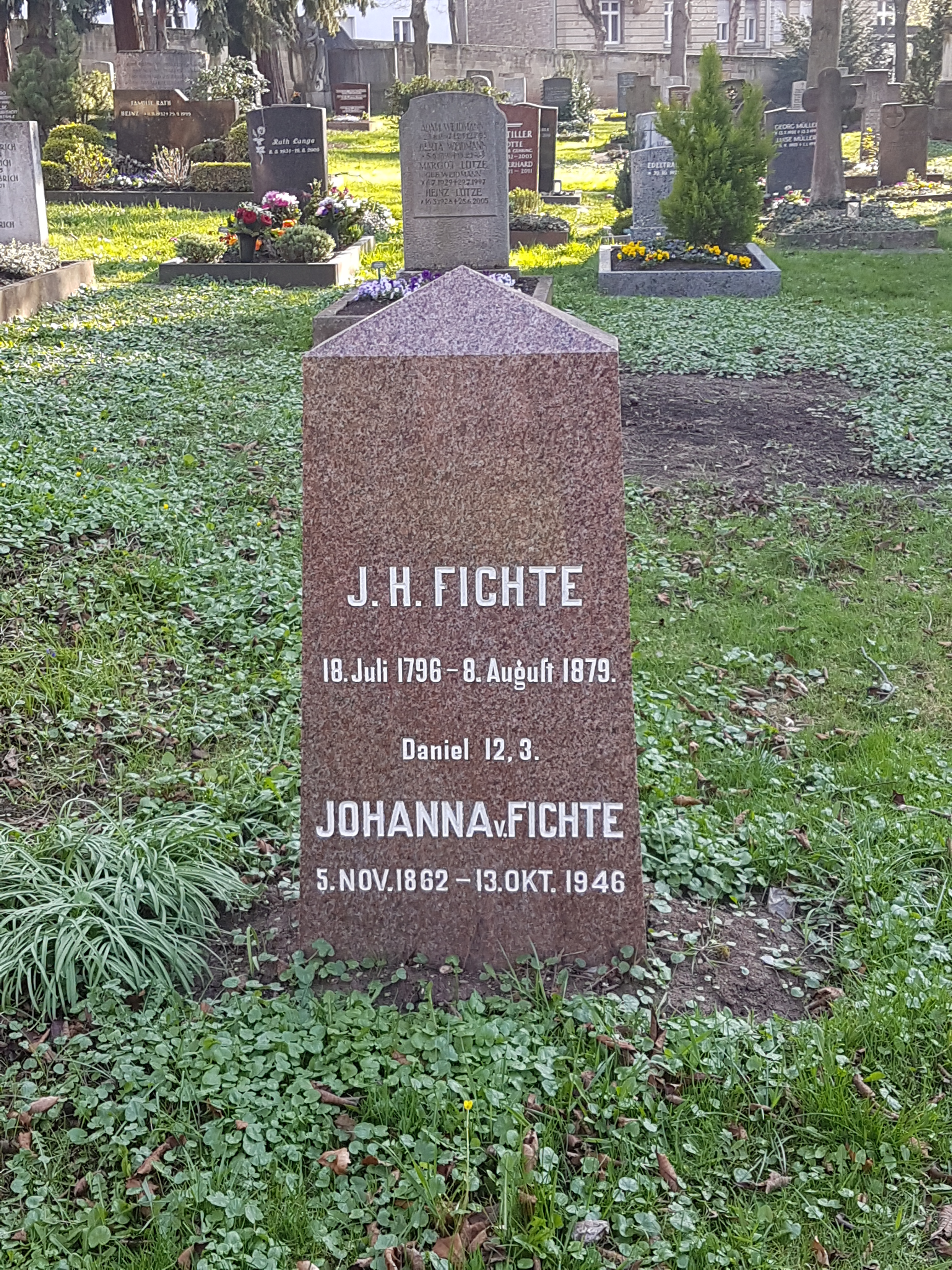
Grabmal auf dem Fangelsbachfriedhof in Stuttgart

Immanuel Hermann Fichte, ab 1863 von Fichte, (* 18. Juli 1796 in Jena; † 8. August 1879 in Stuttgart) war ein deutscher evangelischer Theologe und Philosoph. Er war der Sohn des Philosophen Johann Gottlieb Fichte.

## Leben
Immanuel Hermann Fichte studierte in Berlin, wo er wegen seiner öffentlichen Äußerungen der Demagogie bezichtigt wurde. Erst 1836 erlangte Fichte eine Anstellung als ordentlicher Professor in Bonn. Ab 1842 übernahm er in Tübingen einen Lehrstuhl für Philosophie. Zur Emeritierung 1863 wurde ihm von König Wilhelm I. von Württemberg das Ritterkreuz des Ordens der Württembergischen Krone verliehen, womit der persönliche Adel verbunden war. Seit 1855 war er auswärtiges Mitglied der Bayerischen Akademie der Wissenschaften.
Fichte war beeinflusst von Johann Friedrich Herbart und Gottfried Wilhelm Leibniz, von Hegels Religionsphilosophie und vom Spätwerk Schellings. Er verkörperte vor allem mit Christian Hermann Weisse den theistischen Spätidealismus. Im Alter näherte er sich der Theosophie. Neben seinen zahlreichen eigenen Werken gab er einige Bände aus dem Nachlass seines Vaters heraus.
Fichte starb 1879 in Stuttgart und wurde auf dem dortigen Fangelsbachfriedhof beigesetzt.

## Ehrungen
- Die Pflanzengattung Fichtea Sch.Bip. aus der Familie der Korbblütler (Asteraceae) ehrt Johann Gottlieb Fichte und Immanuel Hermann Fichte.[3]

## Werke (Auswahl)
- Über Gegensatz, Wendepunkt und Ziel heutiger Philosophie
  - Erster kritischer Theil. Mohr, Heidelberg 1832
  - Zweiter spekulativer Theil: Grundzüge zum Systeme der Philosophie. In drei Abtheilungen:
    - 1: Das Erkennen als Selbsterkennen. Mohr, Heidelberg 1833; Scientia, Aalen 1969
    - 2: Die Ontologie. Mohr, Heidelberg 1836; Scientia, Aalen 1969
    - 3: Die spekulative Theologie oder allgemeine Religionslehre. Mohr, Heidelberg 1846; Scientia, Aalen 1969
- Die Idee der Persönlichkeit und der individuellen Fortdauer. Büschler, Elberfeld 1834
- Beiträge zur Charakteristik der neueren Philosophie, oder kritische Geschichte derselben von Des Cartes und Locke bis auf Hegel. Seidel, Sulzbach 1841; Scientia, Aalen 1968, 2. A. ebd. 1983, ISBN 3-511-00496-9
- System der Ethik. 2 Theile:
  - 1., kritischer Theil: Die philosophischen Lehren von Recht, Staat und Sitte in Deutschland, Frankreich und England von der Mitte des achtzehnten Jahrhunderts bis zur Gegenwart. Dyk, Leipzig 1850; Keip, Frankfurt am Main 1969
  - 2., darstellender Theil in zwei Bänden:
    - Die allgemeinen ethischen Begriffe und die Tugend- und Pflichtenlehre. Dyk, Leipzig 1851; Keip, Frankfurt am Main 1969
    - Die Lehre von der Rechts-, sittlichen und religiösen Gemeinschaft oder Die Gesellschaftswissenschaft. Dyk, Leipzig 1853; Keip, Frankfurt am Main 1969
- Anthropologie. Die Lehre von der menschlichen Seele. Neubegründet auf naturwissenschaftlichem Wege für Naturforscher, Seelenärzte und wissenschaftliche Gebildete überhaupt. Brockhaus, Leipzig 1856
- Psychologie. Die Lehre vom bewussten Geiste des Menschen, oder Entwicklungsgeschichte des Bewusstseins, begründet auf Anthropologie und innerer Erfahrung. In zwei Theilen: 
  - Die allgemeine Theorie vom Bewusstsein und die Lehre vom sinnlichen Erkennen, vom Gedächtnis und von der Phantasie. Brockhaus, Leipzig 1864; Scientia, Aalen 1970, ISBN 3-511-03861-8
  - Die Lehre vom Denken und vom Willen. Brockhaus, Leipzig 1873; Scientia, Aalen 1970, ISBN 3-511-03862-6
- Die Seelenfortdauer und die Weltstellung des Menschen. Eine anthropologische Untersuchung und ein Beitrag zur Religionsphilosophie wie zu einer Philosophie der Geschichte. Brockhaus, Leipzig 1867
- Vermischte Schriften zur Philosophie, Theologie und Ethik. 2 Bände. Brockhaus, Leipzig 1869; Scientia, Aalen 1969